# Pazifische Hurrikansaison 2021
Die Pazifische Hurrikansaison 2021 war die jährliche Saison der Bildung tropischer Wirbelstürme im nördlichen Pazifischen Ozean östlich der Datumslinie.
Ihren offiziellen Beginn hatte die Saison am 15. Mai im östlichen Pazifik und am 1. Juni im zentralen Pazifik. Sie endete am 30. November. Diese Daten bilden laut Konvention die Zeit des Jahres, in der sich die meisten tropischen Wirbelstürme bilden; grundsätzlich ist die Bildung eines tropischen Sturms jederzeit möglich. Die Saison war überdurchschnittlich aktiv, in genannten Stürmen jedoch unterdurchschnittlich in Bezug auf die Anzahl der Hurrikane. Die Saison hatte 17 genannte Stürme, 8 Hurrikane und 2 Große Hurrikane.

## Systeme

### Tropischer Sturm Andres
Im Mai hat der Durchgang einer Kelvinwelle die Monsunrinne im Pazifischen Ozean verstärkt und für Gewitter gesorgt, die dann später ein Tiefdruckgebiet gebildet haben. Trotz ungünstiger Bedingungen wegen Windscherung und trockener Luft hat sich dieses Gebiet langsam organisiert und wurde dann am 9. Mai als ein tropisches Tiefdruckgebiet von der NHC klassifiziert. Nach etwa sechs Stunden entwickelte dieses System sich weiter und hat sich dann zu einem Tropensturm organisiert, welches Andres genannt wurde. Andres war der früheste Tropensturm in der Ostpazifik seit Beginn der Aufzeichnungen. Nach einiger Zeit hat sich dieses System abgeschwächt und am 11. Mai aufgelöst.

### Tropischer Sturm Blanca
Am 27. Mai hatte eine Tropische Welle, die von Afrika kam, Zentralamerika überquert, welche sich dann  im Ostpazifik organisiert und ein Tiefdruckgebiet gebildet hat. Die Gewitteraktivität im Tiefdruckgebiet nahm zu, welche zur Formation an einer Tropischen Depression am 30. Mai führte. Stunden später organisierte sich das System weiter, da es sich zu einem Tropensturm ausweitete und Blanca genannt wurde. Das System bewegte sich nordnordwestlich und betrat ungünstige Bedingungen, wo es sich später abschwächte und sich am 1. Juni auflöste.

### Tropischer Sturm Carlos
Am 1. Juni hat sich ein Trog in der Innertropische Konvergenzzone gebildet, der sich westlich bewegte, es aber nicht schaffte, sich zu einem Zyklon wegen ungünstiger Bedingungen zu organisieren. Am 12. Juni hatte das Gebiet eine Ansammlung von Gewittern gebildet, welche zur Bildung eines definierten Zentrums führten. Das Gebiet konnte sich dann schnell organisieren, welches zur Bildung einer Tropischen Depression führte. Nach 6 Stunden hatte sich ein Tropensturm gebildet und wurde von der NHC Carlos genannt. Das Umfeld von Carlos unterstützte eine weitere Verstärkung des Systems, wo dann Carlos mit 35 kn (65 km/h) seinen Höhepunkt erreicht hatte. Carlos hatte sich danach abgeschwächt und sich am 16. Juni aufgelöst.

### Tropischer Sturm Dolores
Am 16. Juni hat ein breiter Zyklonwirbel mit dem Monsuntrog und einer Tropischen Welle interagiert, was zur Bildung eines Tiefdruckgebiets führte. Das Gebiet hatte sich nach und nach organisiert und wurde am 17. Juni als Tropische Depression von der NHC klassifiziert. Die Tropische Depression hatte sich dann nach 6 Stunden genug organisiert, sodass sie als Tropensturm klassifiziert und Dolores genannt wurde. Dolores hatte sich dann Nord-Nordwestwärts bewegt und sich dabei verstärkt. Sie hatte einen Höhepunkt von 60 kn (110 km/h) erreicht. Am 19. Juni hat es Mexiko getroffen, wo sie möglicherweise Hurrikan-Stärke hatte. Danach hat sich Dolores schnell abgeschwächt und sich am 20. Juni aufgelöst.

### Hurrikan Enrique
Am 14. Juni hat eine Tropische Welle Afrika verlassen und bewegte sich westwärts und überquerte Zentralamerika nach einer Woche. Als das System den Pazifik betrat, hatte es sich schnell organisiert und wurde am 25. Juni zum tropischen Sturm Enrique. Wegen mäßiger Windscherung konnte das System sich noch weiter organisieren, bis die Bedingungen am 25. Juni besser wurden und Enrique am 26. Juni sich schnell zu einem Hurrikan intensiviert hat. Stunden später hatte Enrique seinen Höhepunkt mit 80 kn (150 km/h) erreicht. Danach hatte er sich nordwärts bewegt, wo die Bedingungen langsam ungünstig wurden und Enrique wieder ein Tropensturm wurde. Am 30. Juni hatte trockene Luft, die von den Bergen von Mexiko kam, Enrique sehr abgeschwächt und wenige Stunden später wurde er von einem Trog absorbiert, welcher östlich von Baja California lag.

### Hurrikan Felicia
Eine Zone von Gewittern unbekannter Herkunft wurde über Zentralamerika Identifiziert. Das System drang in den folgenden Tagen über dem offenen Ozean nach Westen vor, entwickelte sich am 14. Juli gegen 00:00 UTC zu einem tropischen Tiefdruckgebiet und entwickelte sich sechs Stunden später zum Tropensturm Felicia. Felicia erlebte sofort eine schnelle Intensivierung und entwickelte sich am 15. Juli um 06:00 UTC zu einem Hurrikan und 24 Stunden später zu einem schweren Hurrikan. Am frühen 17. Juli erreichte das System Spitzenwindgeschwindigkeiten von 145 mph (235 km/h). Zu dieser Zeit zeigte Felicia ein warmes Auge, das von einem Ring mit Konvektion von −70 °C (−94 °F) und kleinen zusätzlichen Regenbändern außerhalb der Augenwand umgeben war, ein charakteristisches Zeichen eines ringförmigen tropischen Wirbelsturms. Außerdem handelte es sich um einen sehr kleinen Sturm mit Windböen in Hurrikanstärke, die sich nur 25 km vom Zentrum entfernt erstreckten. Nach einer kurzen Wende nach Westen nahm Felicia am 18. Juli wieder eine West-Nordwest-Bewegung in wesentlich feindlichere Umweltbedingungen auf. Der Zyklon schwächte sich schnell ab und degenerierte am 20. Juli um 18:00 UTC auf ein Resttief, während er sich weit östlich von Hawaii befand. Schwache Windströmungen lenkten das verbleibende Tief von Felicia nach West-Südwesten und öffneten sich zwei Tage später zu einem Tiefpunkt.

### Tropischer Sturm Guillermo
Am 6. Juli verließ eine kräftige Tropische Welle Afrika und bewegte sich westwärts, wobei sie Zentralamerika überquerte. Als das System den Pazifik erreichte, organisierte es sich am 16. Juli rasch und wurde am 17. Juli um 0:00 UTC vom NHC als tropisches Tiefdruckgebiet klassifiziert. Kurz darauf organisierte sich das Tiefdruckgebiet weiter und intensivierte sich zu einem Tropensturm, woraufhin das NHC das System Guillermo nannte. Guillermo verstärkte sich anschließend weiter auf 50 Knoten, bedingt durch eine Kombination aus geringer Windscherung und sehr warmen Wassertemperaturen. Guillermo bewegte sich anschließend über kälteres Wasser und geriet in Bereiche mit starker Windscherung, was dazu führte, dass das System seine gesamte Bewölkung verlor und schließlich am 20. Juli um 0:00 UTC vom NHC als Resttief eingestuft wurde.

### Hurrikan Hilda
Am 24. Juli bildete sich südlich von Mexiko eine Wetterstörung, die sich weiter westwärts in den Pazifik bewegte. Das System hatte sich dabei weiter organisiert und wurde am 30. Juli als Tropensturm Hilda von der NHC eingestuft.

### Hurrikan Linda
Am 10. August 2021 beobachtete das NHC die Entstehung des tropischen Tiefs „Twelve-E“, das noch am selben Tag Sturmstärke erreichte, zum Tropensturm hochgestuft wurde und den Namen „Linda“ erhielt. Am 12. August erreichte Linda Hurrikanstärke. Am 13. August erreichte Linda Kategorie 3 auf der Saffir-Simpson-Skala, am 14. August Kategorie 4 und schwächte sich dann ab.

## Saisonverlauf
Mit bisher 8 Stürmen lag die Saison 2021 über dem langfristigen Durchschnitt. Die Accumulated Cyclone Energy (ACE) liegt bisher etwa im Durchschnitt.

Diese Tabelle gibt eine Übersicht aller tropischen Tiefdrucksysteme im nordöstlichen Pazifischen Ozean. Sie nennt, Dauer, Namen, betroffene Landgebiete, Schadenssumme und Zahl der Opfer.
| Name             | Dauer | Spitzenklassifikation | andauernde Windgeschwindigkeiten | Luftdruck | betroffene Gebiete | Schäden (USD) | Tote | Belege |
| ---------------- | ----- | --------------------- | -------------------------------- | --------- | ------------------ | ------------- | ---- | ------ |
|                  |       |                       |                                  |           |                    |               |      |        |
| Saison insgesamt |       |                       |                                  |           |                    |               |      |        |
|                  |       |                       | 19                               |           |                    |               |      |        |